# Ronny Ackermann
Ronny Ackermann (n. 16 mai 1977, Bad Salzungen, Republica Democrată Germană, Germania) este un sportiv ce a reprezentat Germania, medaliat olimpic. A participat la 3 ediții ale Jocurilor Olimpice (1998, 2002, 2006) în care a câștigat 3 medalii de argint.